# Éléphant dans l'art

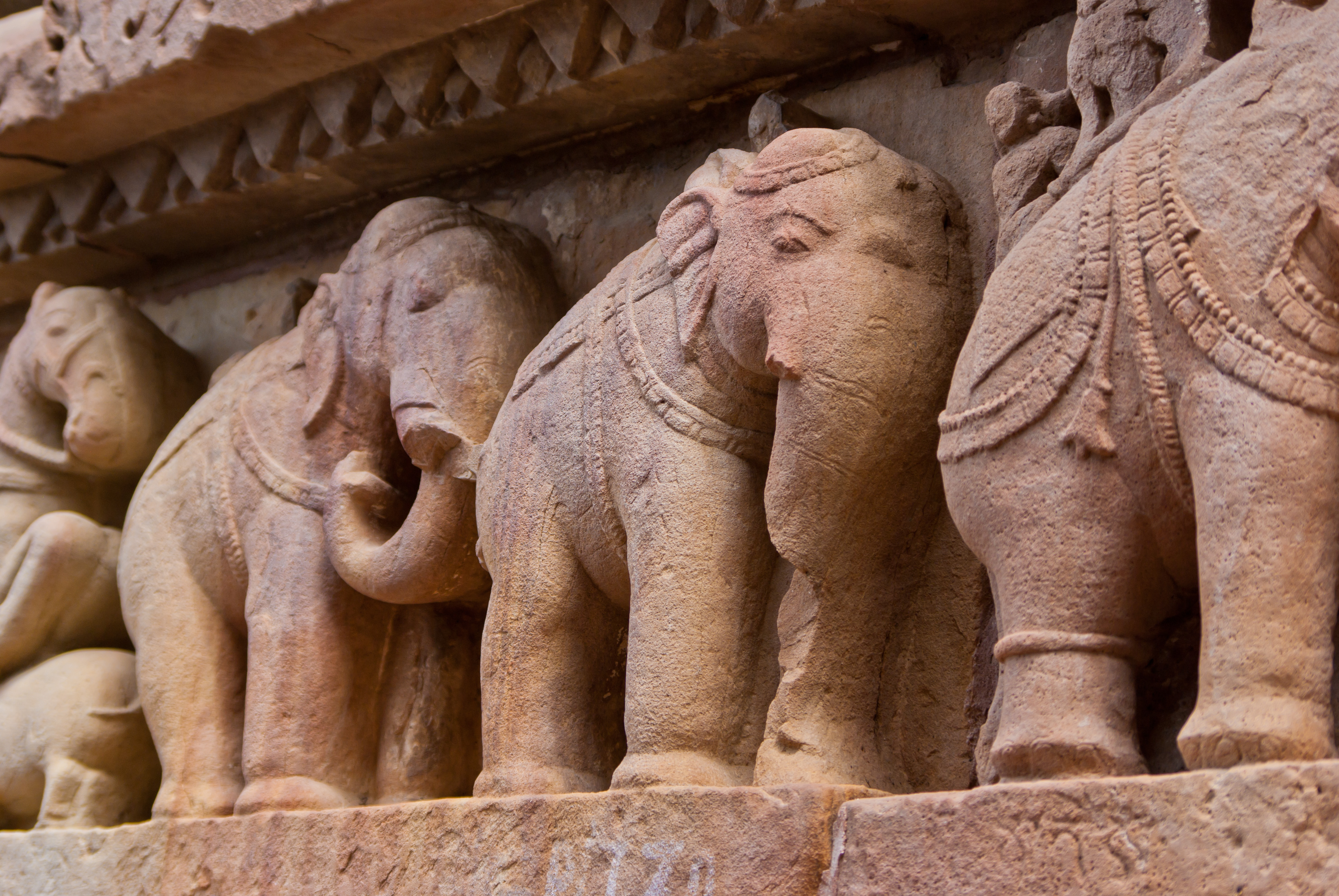
Sculptures d'éléphants dans le temple de Lakshmana en Inde

Les éléphants ont été représentés dans l'art depuis la Préhistoire. 

## Préhistoire et Antiquité

### Afrique

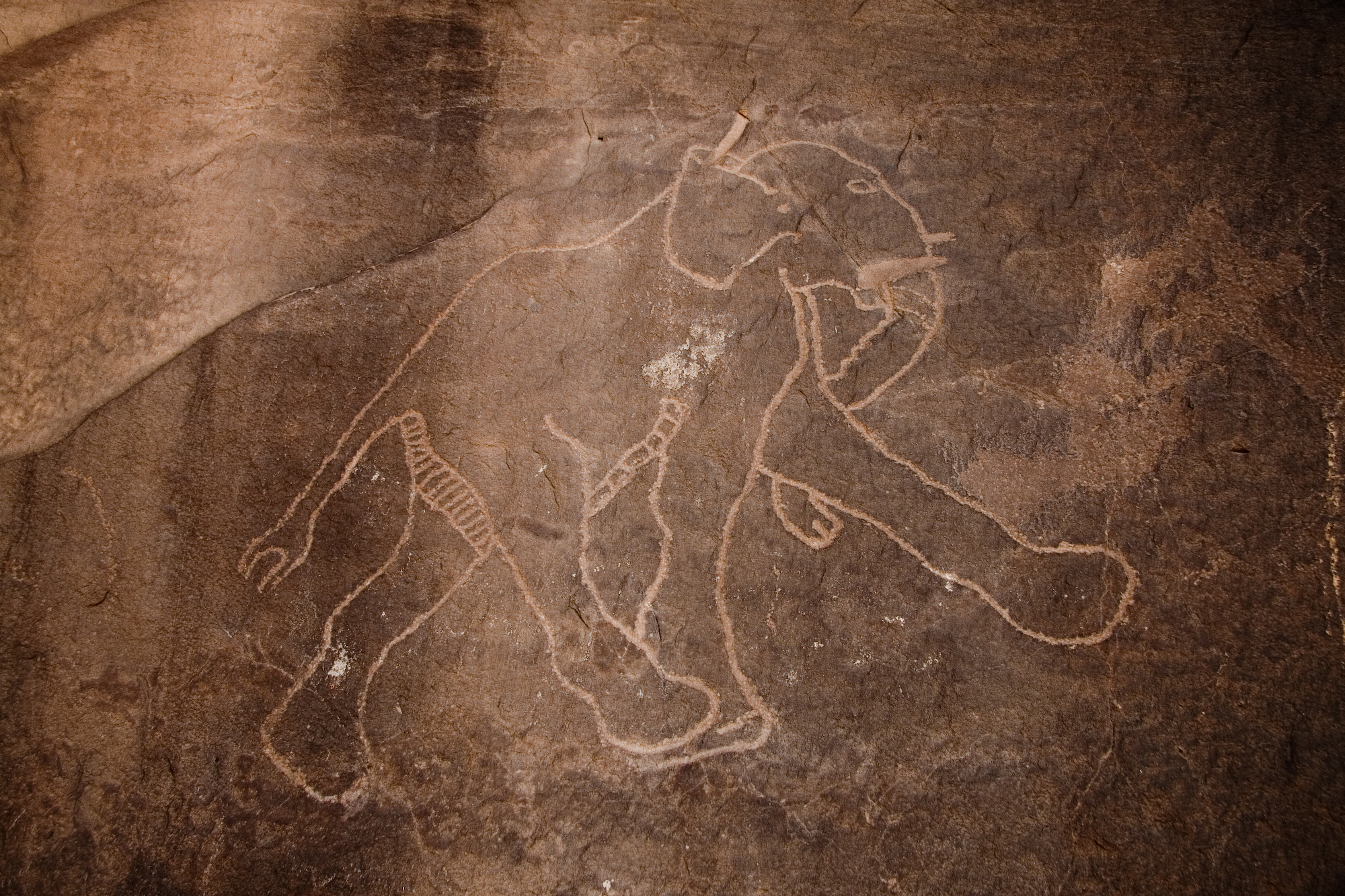
Pétroglyphe représentant un éléphant, sites rupestres du Tadrart Acacus, Libye

Il y a en Afrique de nombreuses peintures rupestres et pétroglyphes figurant des éléphants, en particulier au Sahara et en Afrique australe. 
La datation des sites sahariens (Algérie et Libye) est incertaine : les premières représentations remontent à 10000 - 12000 av. J.-C. selon certaines thèses, à 6000 - 7000 av. J.-C. selon d'autres. Des éléphants (parfois grandeur nature) et de nombreux animaux sauvages y sont représentés, témoins du climat plus humide de l'époque. Ces animaux vivent en effet beaucoup plus au Sud aujourd'hui. On trouve aussi des scènes figurant les éléphants et d'autres animaux attaqués par de minuscules archers ou avec des créatures imaginaires.
Sur certains sites rupestres du Haut Atlas au Maroc, les éléphants sont représentés au milieu de troupeaux de bœufs.
On trouve aussi des représentations d'éléphants sur des sites rupestres d'Afrique australe, comme celui de Twyfelfontein en Namibie, datant d'il y a au moins 2000 ans,.

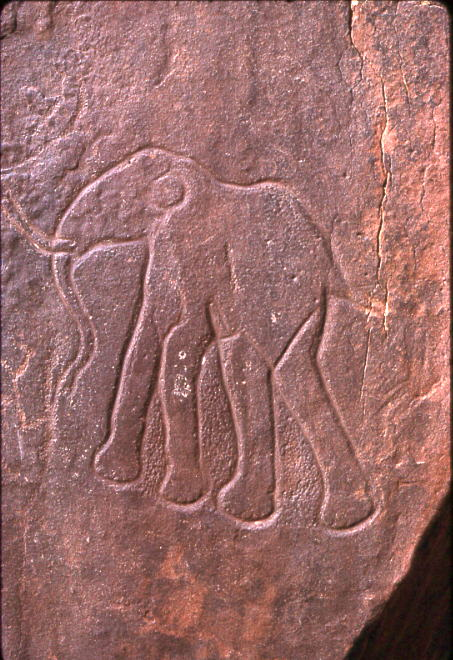
Pétroglyphe représentant un éléphant, site de Thyout-Sud, Algérie
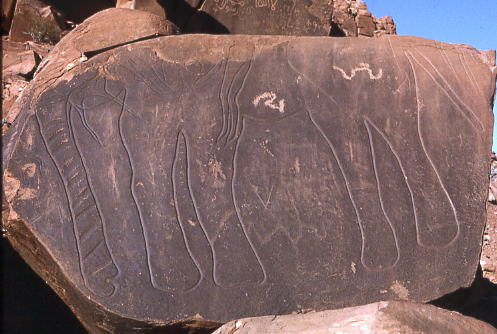
Pétroglyphes superposés représentant un éléphant, une antilope et un personnage, site de Koudia Abd el Hak, Algérie
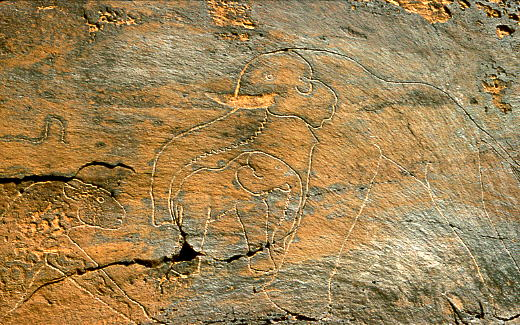
Pétroglyphe représentant une panthère et des éléphants, site d'Aïn safsafa, Algérie
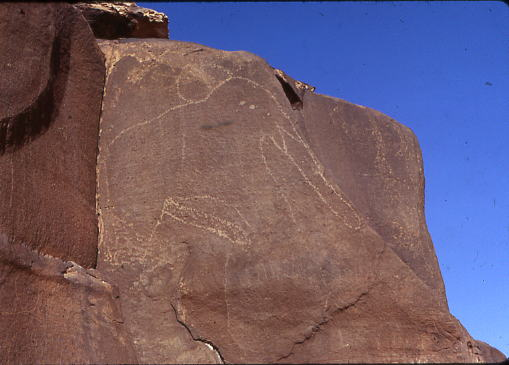
Pétroglyphe représentant un éléphant, région de Taghit, Algérie
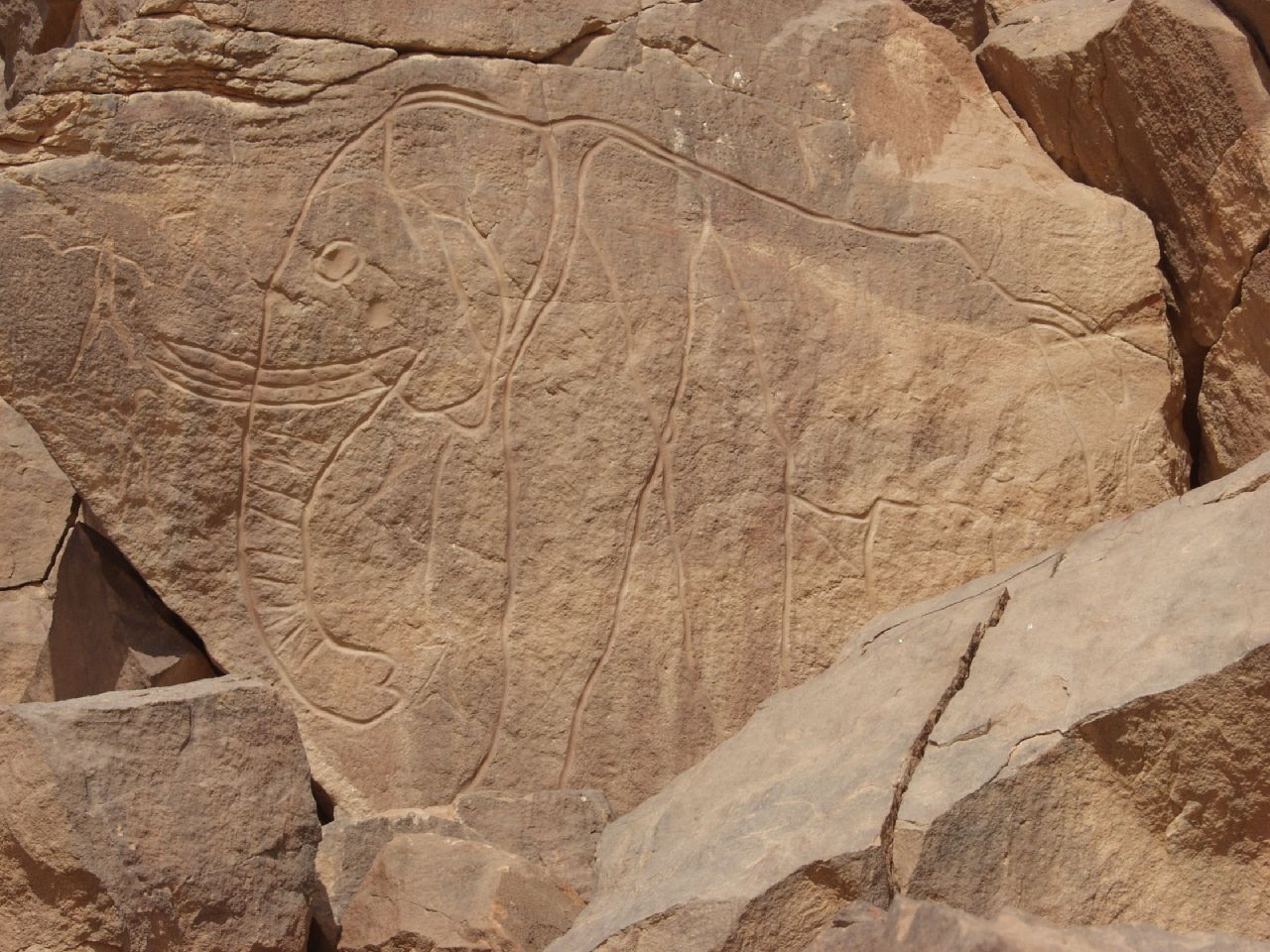
Pétroglyphe représentant un éléphant, site de Wadi Mathendous, Libye
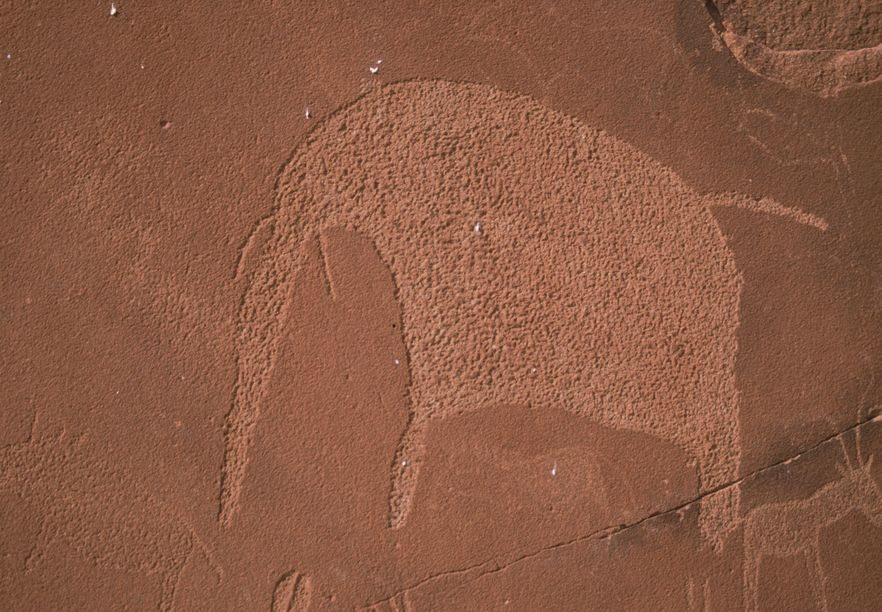
Pétroglyphe représentant un éléphant, site de Twyfelfontein, Namibie

### Rome antique

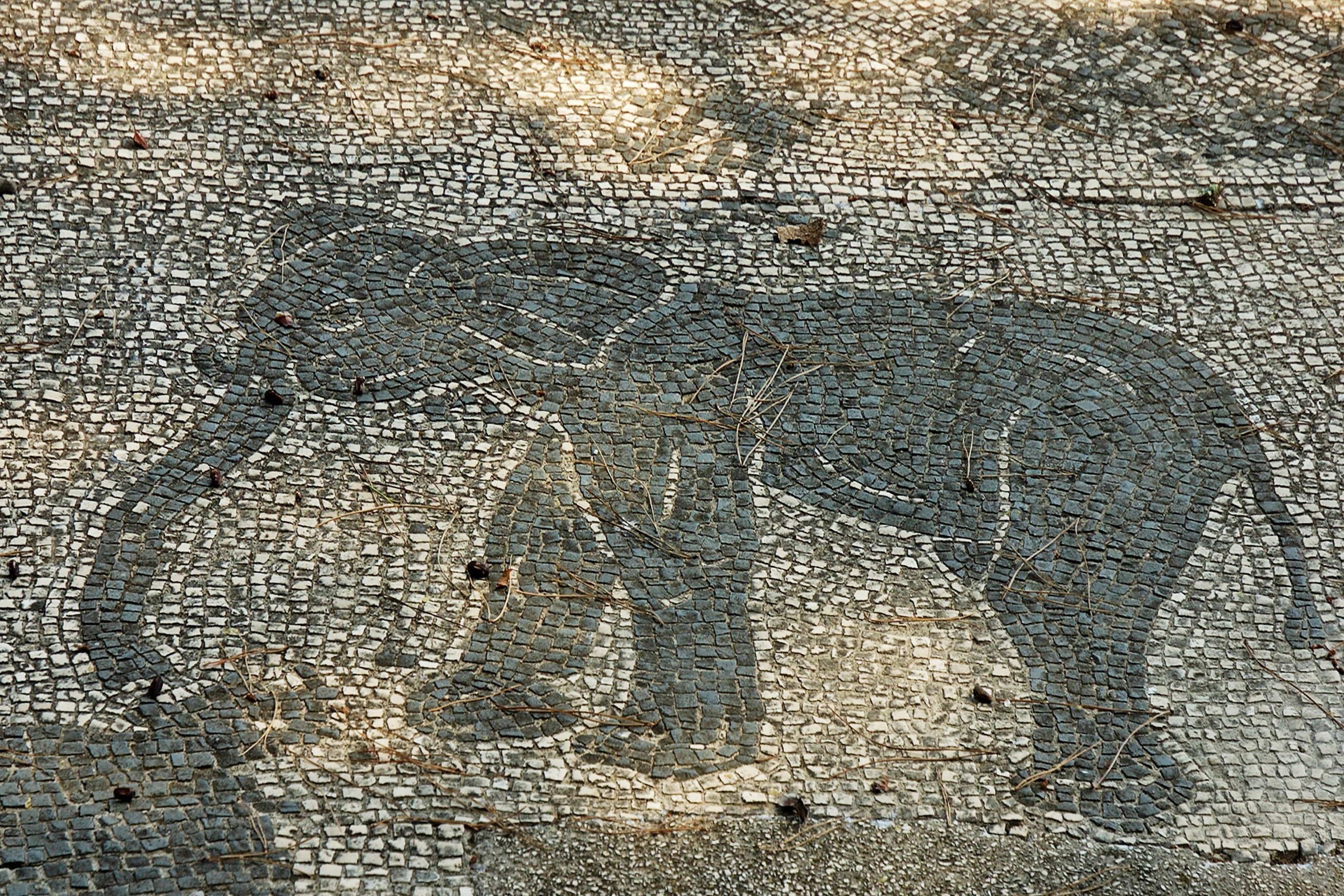
Mosaïque romaine représentant un éléphant sur la place des Corporations de l'Ostie antique

Il était souvent difficile de représenter les éléphants pour des personnes qui n'avaient pas de contact direct avec eux. Les Romains, qui les gardaient en captivité[réf. souhaitée], représentaient les éléphants  sur des mosaïques. On peut citer celle de la place des Corporations à Ostie, celle de Lod en Israël, datant du IIIe siècle,  où l'éléphant figure au milieu d'autres animaux sauvages, et celle de la Grande Chasse (it), datant du IVe siècle, située dans la villa romaine du Casale en Sicile. On trouve aussi un exemple où l'éléphant attaque un félin : le combat entre animaux était un thème originaire du Proche-Orient.

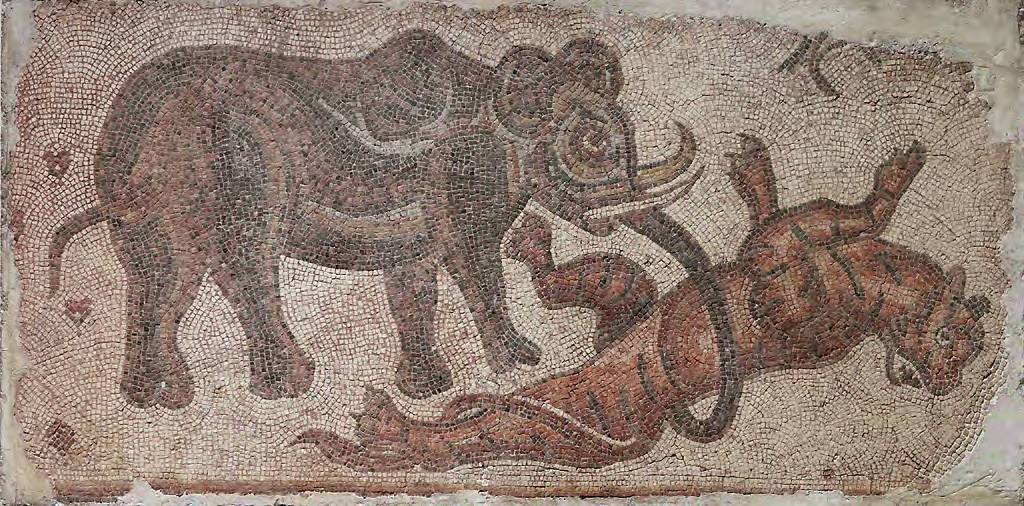
Mosaïque représentant un éléphant attaquant un félin qui faisait partie du pavement d'une église chrétienne, fin du IVe siècle - milieu du Ve siècle, Turquie, Minneapolis Institue of Arts
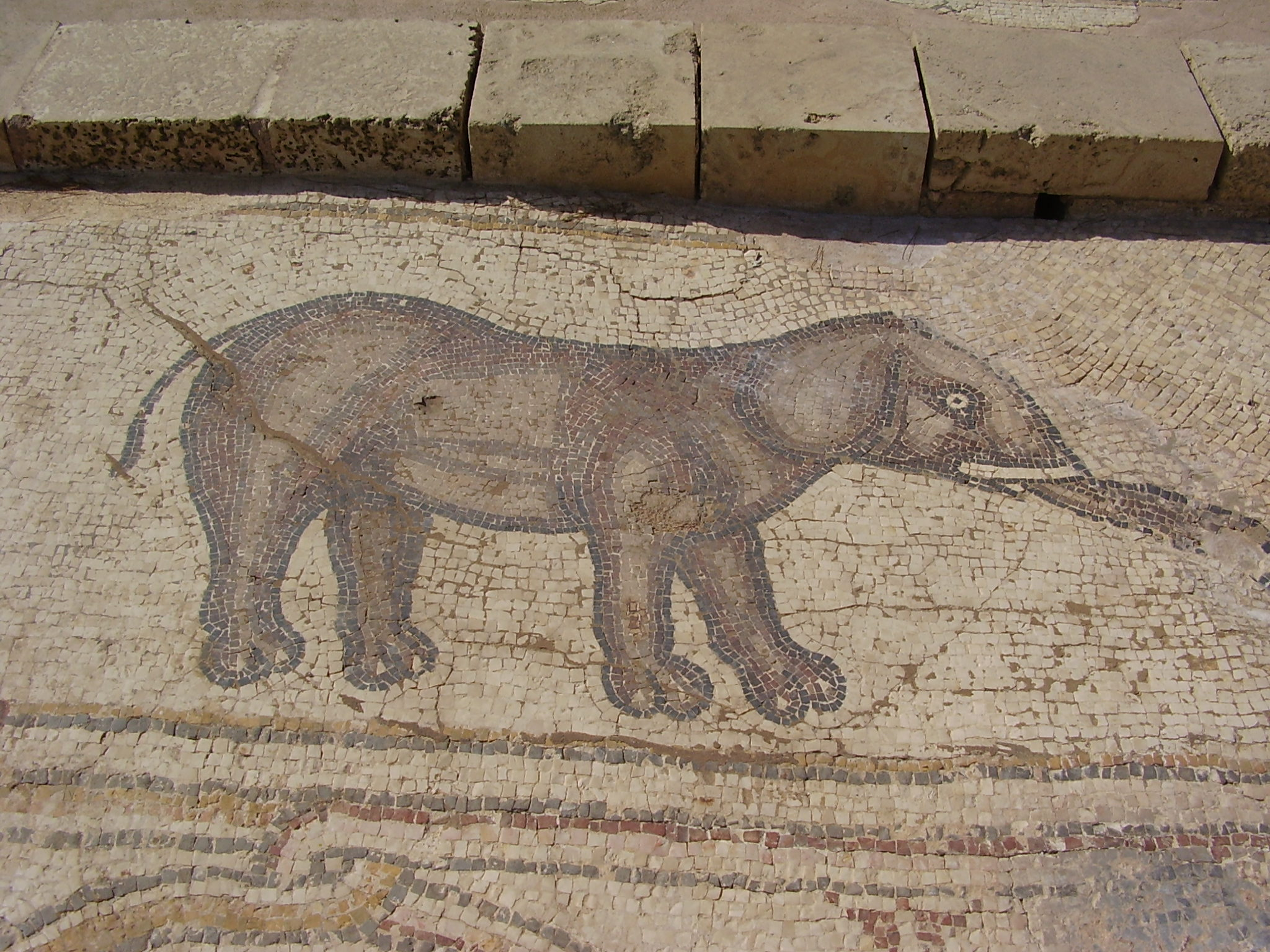
Mosaïque byzantine représentant un éléphant, Césarée

### Chine ancienne
Il existe de nombreux bronzes en forme d'éléphant datant des dynasties Xia, Shang et Zhou (de la fin du IIIe millénaire av. J.-C. à 256 av. J.-C.). Les éléphants représentés possèdent une trompe à deux « doigts », alors que celle de l'éléphant d'Asie (Elephas maximus) n'en possède qu'un. Selon une hypothèse faite par des scientifiques chinois, il s'agirait d'éléphants du genre Palaeoloxodon, aujourd'hui éteint, qui auraient vécu il y a 3000 ans dans le Nord de la Chine, qui bénéficiait alors d'un climat tempéré chaud. Cette hypothèse est cependant contestée par d'autres scientifiques,.
Un vase en bronze zun en forme d'éléphant de la seconde moitié du IIe millénaire av. J.-C. a aussi été découvert en Chine du Sud.
Plusieurs sites rupestres représentent des éléphants, comme ceux du Mont Kangwang près de Lianyungang (Jiangsu) datant des Han orientaux (23 - 220 ap. J.-C.) où les éléphants accompagnent des bouddhas et des empereurs, et ceux des grottes de Yungang où ils apparaissent dans des épisodes de la vie du Bouddha Çakyamuni.

## Du Moyen Âge à nos jours
Au début du Moyen Âge, alors que les Européens avaient très peu de contact avec les animaux, les éléphants étaient plus représentés comme des créatures fantastiques. Ils étaient souvent représentés avec un corps de cheval ou de bovidé, des trompes en forme de trompette et des défenses comme un sanglier. Certains avaient des sabots.
Il était courant que les tailleurs de pierre des églises gothiques représentent des éléphants sur des motifs. Comme les rois européens recevaient de plus en plus d'éléphants en cadeau au XVe siècle, les représentations devinrent plus précises. On peut en mentionner une due à Léonard de Vinci. Malgré cela, certains Européens continuèrent à les représenter de façon plus stylisée.
Le tableau surréaliste L'Éléphant de Célèbes de Max Ernst (1921) représente un éléphant formé d'un silo duquel sort un tuyau en guise de trompe.

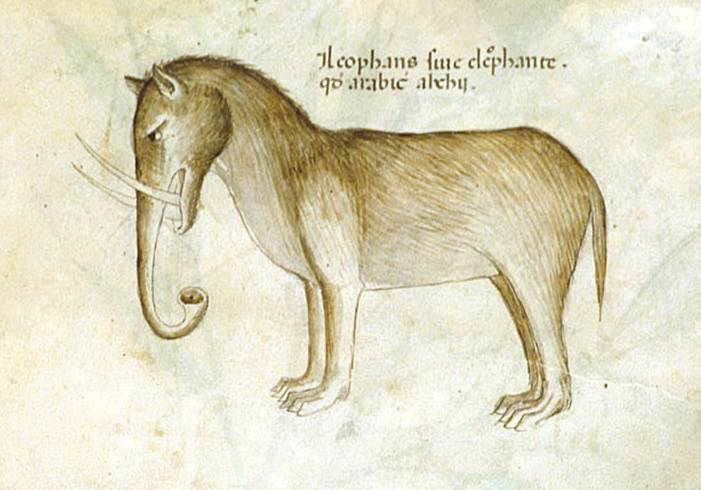
Elephant (Detail), Sloane 4016, folio 50, codex en parchemin, Italie (Lombardie), vers 1440.
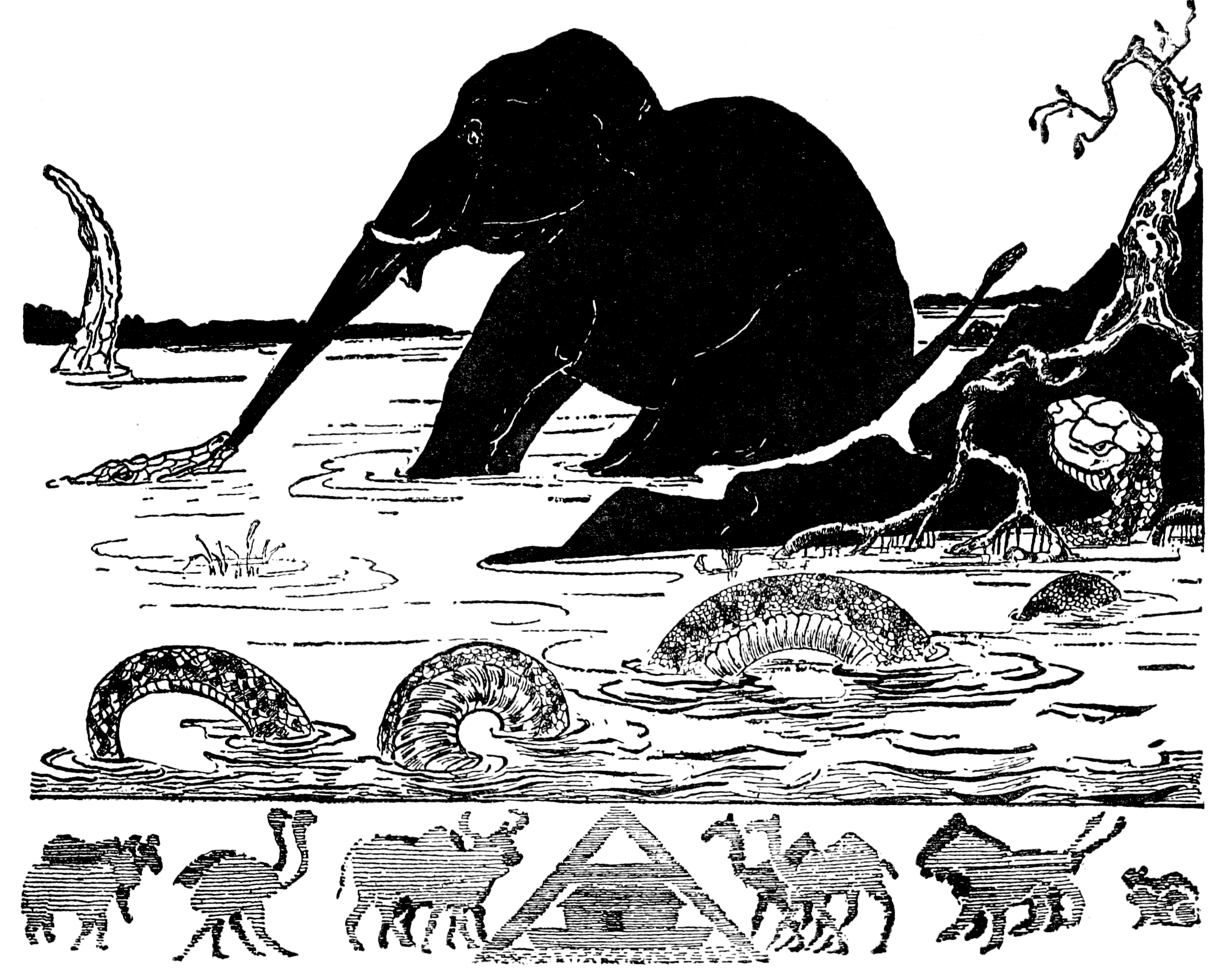
Illustration xylographiée pour L'Enfant d'éléphant de Rudyard Kipling
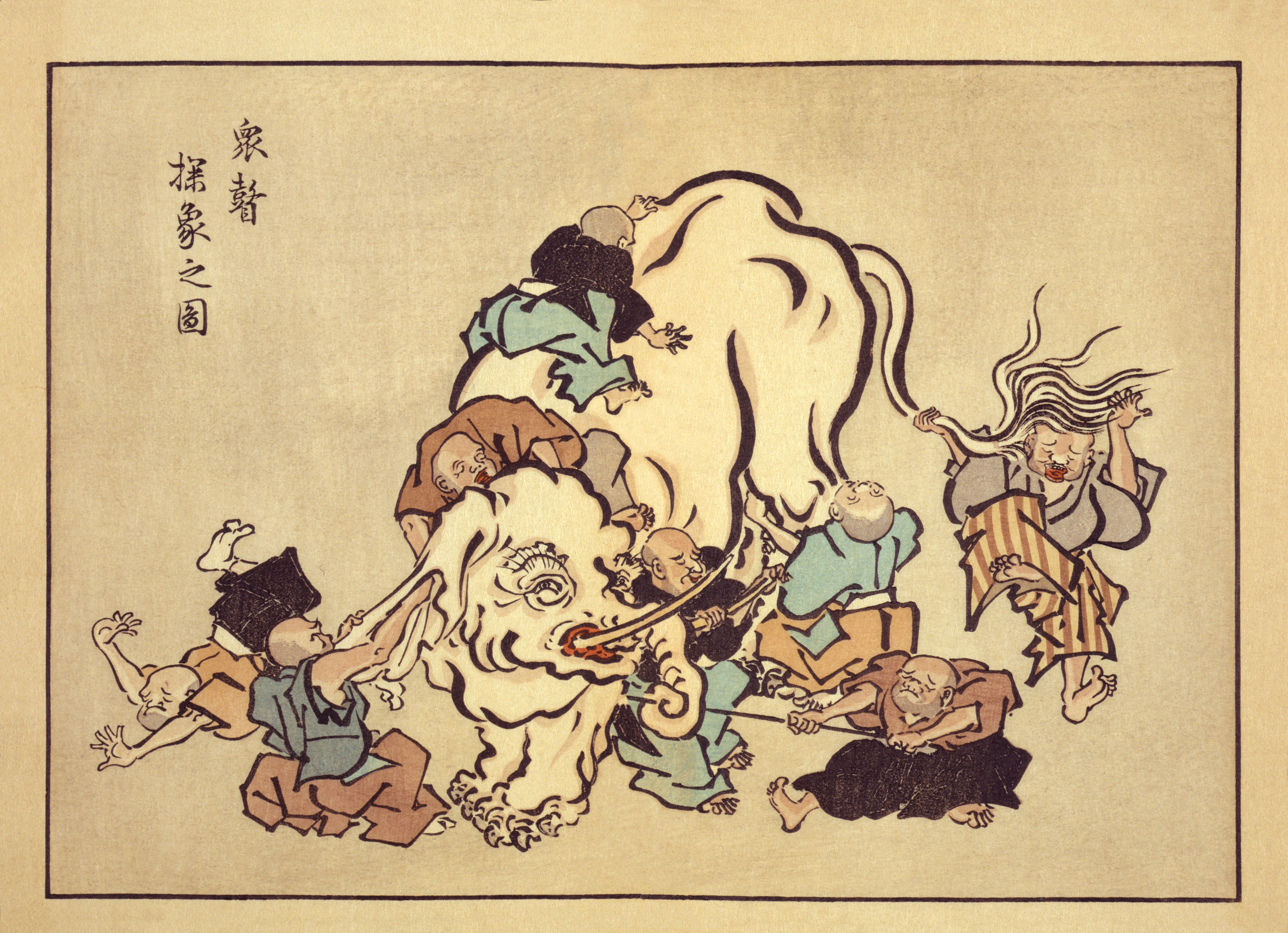
Illustration de la parabole de l'éléphant et des moines aveugles par Hanabusa Itcho (xylographie, mouvement ukiyo-e, 1888)

## L'éléphant dans l'art religieux

### Afrique
Les éléphants ont été l'objet de croyances religieuses. Les Mbuti croient que les âmes de leurs ancêtres décédés résidaient dans des éléphants. D'autres peuples africains avaient des croyances semblables, comme la réincarnation de leurs chefs en éléphants. Au Xe siècle, les habitants d'Igbo-Ukwu enterraient leurs dirigeants avec des trompes d'éléphant. L'importance religieuse des animaux est seulement totémique en Afrique.

### Hindouisme

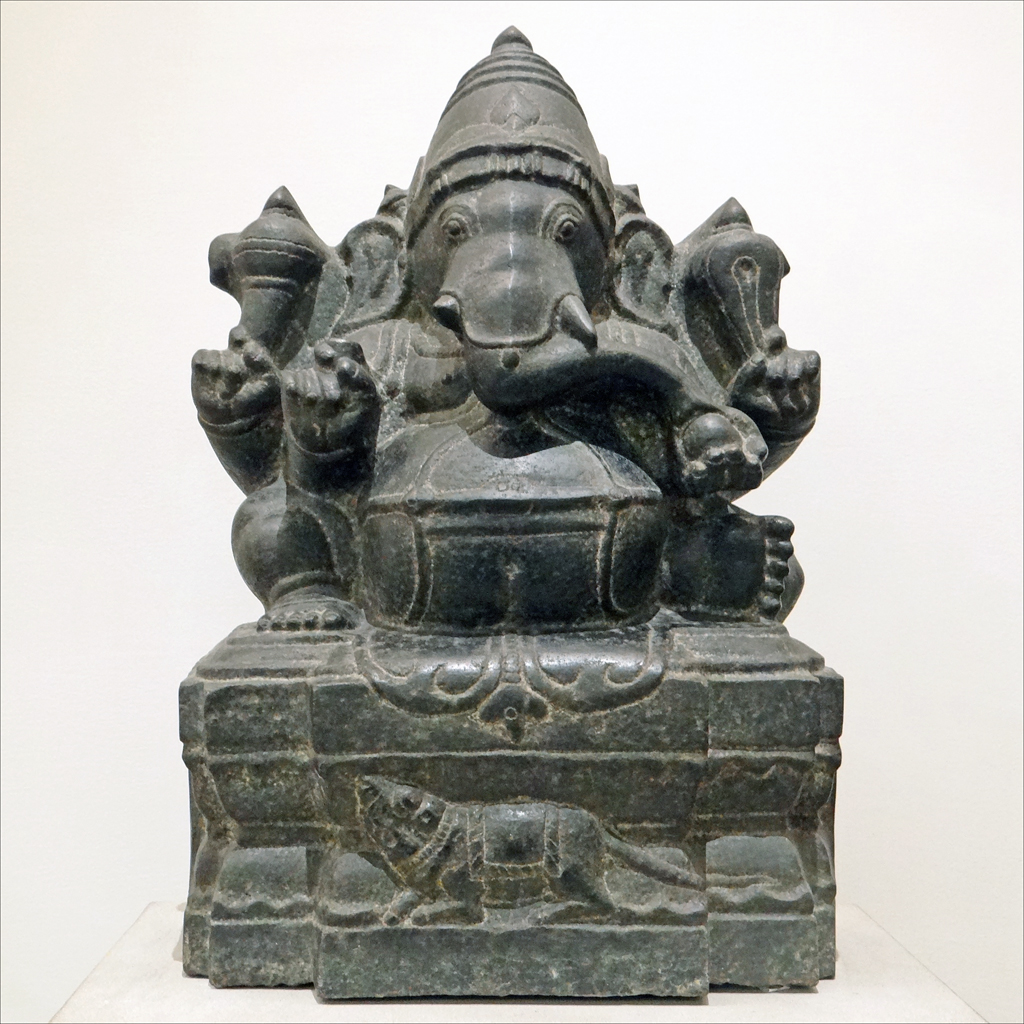
Sculpture en granit représentant Ganesh, Tamil Nadu, XV-XVI, musée Guimet

Dans l'hindouisme, les éléphants étaient reliés aux orages car Airavata, le père de tous les éléphants, représente à la fois la foudre et les arcs-en-ciel. L'un des plus importants dieux hindous, Ganesh, à tête d'éléphant, se trouve au même rang que les dieux suprêmes Shiva, Vishnou et Brahma. Ganesh est associé aux écrivains et aux marchands et on croit qu'il peut apporter le succès aux gens et accéder à leurs désirs. 

### Bouddhisme
En Extrême-Orient, les animaux sont représentés sur des motifs dans les sanctuaires et temples hindouistes et bouddhistes.
Dans le bouddhisme, Bouddha est supposé avoir été un éléphant blanc réincarné en homme. 

### Islam
Dans la tradition islamique, l'année 570, année de naissance du prophète Mahomet, est connue comme année de l'éléphant.

## L'éléphant dans l'art populaire occidental

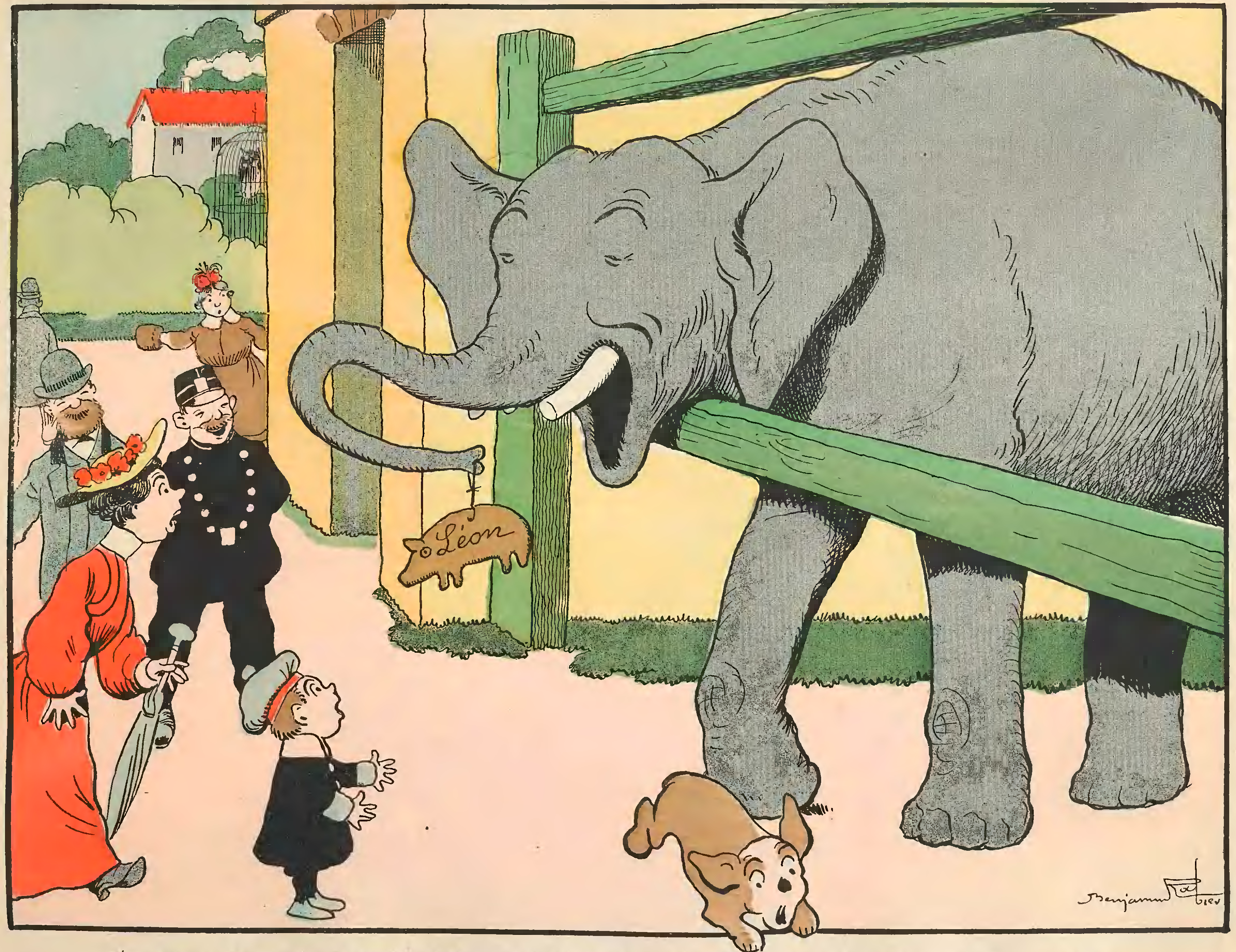
Illustration issue de l’album, paru en 1923, Les Petites Misères de la vie des animaux de Benjamin Rabier.

Les éléphants sont omniprésents dans la culture populaire occidentale comme symbole exotique car, comme pour la girafe, l'hippopotame et le rhinocéros, il n'existe pas d'animaux semblables familiers aux Occidentaux. En tant que personnages, les éléphants sont communs dans les histoires pour enfants, où on leur attribue généralement des comportements exemplaires, comme Babar.
Les références culturelles mettent souvent en évidence la taille, la force et l'exotisme de l'éléphant.
L'éléphant apparaît aussi dans l'art musical, on peut entendre un barrissement d'éléphant au début de Such a Shame du groupe Talk Talk.

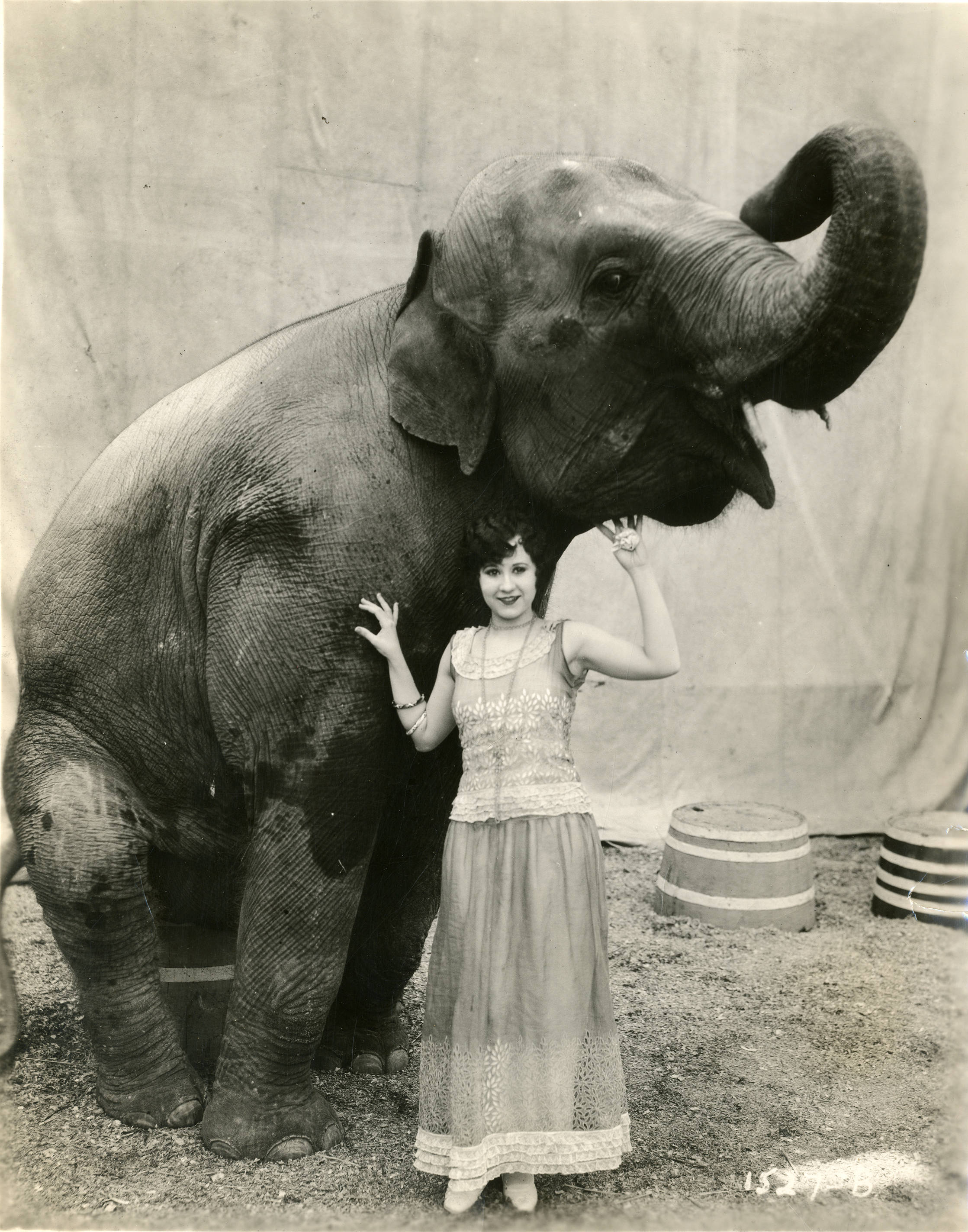
Un éléphant de cirque avec l'actrice de cinéma muet Alberta Vaughn (1925).